# Быково (Вытегорский район)
Быково — деревня в Вытегорском районе Вологодской области.
Входит в состав Мегорского сельского поселения, с точки зрения административно-территориального деления — в Мегорский сельсовет.
Расстояние по автодороге до районного центра Вытегры — 37 км, до центра муниципального образования села Мегра — 5 км. Ближайшие населённые пункты — Верхнее Понизовье, Мегра, Нижнее Понизовье.
По переписи 2002 года население — 8 человек.